# Paul Zademack
Friedrich Paul Georg Zademack (19. Februar 1837 in Berlin – 18. Dezember 1893 in Frankfurt am Main) war ein deutscher Theaterschauspieler und -regisseur.

## Leben
Nach Beendigung seiner Gymnasialstudien, nahm Zademack Unterricht bei Karl Töpfer in Hamburg, wo er 1855 als „König Friedrich“ in Königs Befehl seinen ersten Auftritt hatte. Man wurde sofort auf sein Talent aufmerksam und noch im selben Monat erhielt der junge Charakterschauspieler ein Engagement in Düsseldorf. 1856 wirkte er in Königsberg und von 1857 bis 1858 in bevorzugter Position am Stadttheater in Kiel, wo ihm auch die Regie über das gesamt Schauspiel übertragen wurde.
Im letztgenannten Jahr unterschrieb er einen Vertrag ans Theater in Graz, war jedoch dort nur kurze Zeit künstlerisch tätig, denn er erhielt einen Gastspielantrag nach Frankfurt am Main, wo er zum Nachfolger Friedrich Haases ausersehen war. Er debütierte als „Franz Moor“, „Wurm“, „Caligula“, „König Philipp“ in Don Carlos und „König Friedrich“ in Königs Befehl, und zwar mit solchem Erfolg, dass er sofort engagiert wurde.
Nach Ablauf eines Jahres jedoch verließ er Frankfurt, wurde 1860 Mitglied des Stadttheaters in Breslau, 1861 des Stadttheaters in Köln, wirkte 1862 in Amsterdam, 1863 am Hoftheater in Coburg-Gotha und kehrte in diesem Jahr als gereifter Künstler nach Frankfurt zurück, wo er sein Engagement als „Narciß“, „Hans Lange“, „Shylock“ und „Mephisto“ begann.
Zademack gehörte nicht nur zu den beliebtesten, sondern auch zu den meistbeschäftigten Mitgliedern des Frankfurter Stadttheaters, denn eine Statistik erweist, dass er während dieser 25 Jahre 3333 mal als Schauspieler auf der Bühne erschien. Zu seinen beliebtesten Rollen gehörten u. a. „Mephisto“, „Nathan“, „Timotheus Bloom“, „Dr. Klaus“, „Piepenbrinck“ etc.
Nachdem Zademack 30 Jahre am Frankfurter Stadttheater gewirkt hatte, trat er zum letzten Mal am 16. Februar 1893 als „Königsleutnant“ auf. Nach seinem Abschied wurde er zum Ehrenmitglied des Stadttheaters Frankfurt ernannt. Zademack starb am 18. Dezember 1893. Er wurde auf dem Frankfurter Hauptfriedhof beerdigt.
Zademack war in erster Ehe mit der Opernsängerin Mimi László-Doria (Mimi De Caux; 1826?–1906) und nach der Scheidung in zweiter Ehe seit 1877 mit Johanna Franziska Dielmann (1852–1895) verheiratet.

## Schüler
- Louise Eyben